# Youth in Revolt
Youth in Revolt è un film del 2009 diretto da Miguel Arteta, tratto dal romanzo Youth in Revolt: The Journals of Nick Twisp di C.D. Payne.

## Stile
Il film contiene alcune sequenze d'animazione, in tecniche diverse, realizzate da Peter Sluszka.

## Distribuzione
Il film è stato presentato in anteprima l'11 settembre 2009 al Deauville American Film Festival e il 15 settembre al Toronto International Film Festival, per poi essere distribuito nelle sale cinematografiche statunitensi a partire dall'8 gennaio 2010.

## Accoglienza

### Incassi
Il film ha incassato a livello mondiale circa 19 milioni di dollari (15 dei quali in patria), a fronte di un budget produttivo di circa 18 milioni di dollari.

### Critica
L'accoglienza critica è stata moderatamente positiva. L'aggregatore di recensioni Rotten Tomatoes definisce il film divertente, anche se non rende completamente giustizia al materiale narrativo d'origine («It may not entirely do its source material justice, but Miguel Arteta's Youth in Revolt is a fun, funny comic romp») e gli assegna una valutazione complessiva di 68%, sulla base di 102 recensioni positive su 150, per un voto medio di 6.4/10. Su Metacritic il film riceve un giudizio di 63/100, basato su 35 recensioni.

## Riconoscimenti
Il film è stato scelto fra i migliori film indipendenti dell'anno ai National Board of Review Awards 2010.